# Róbert Gešnábel
Róbert Gešnábel (sinh 24 tháng 11 năm 1991) là một cầu thủ bóng đá Slovakia thi đấu cho câu lạc bộ Fortuna Liga MFK Ružomberok ở vị trí tiền đạo.

## Sự nghiệp câu lạc bộ

### FC ViOn Zlaté Moravce
Gešnábel ra mắt tại Fortuna Liga cho FC ViOn Zlaté Moravce ngày 6 tháng 3 năm 2016 trước FC Spartak Trnava.